# آرتور آبازیان
آرتور ستاری آبازیان (ارمنی: Արթուր Սթարի Աբազյան؛ ۱۸ نوامبر ۱۹۶۷) بازیکن فوتبال در پست مهاجم اهل ارمنستان است.

## باشگاهی
از باشگاه‌هایی که در آن بازی کرده‌است می‌توان به باشگاه فوتبال نائیری اشاره کرد. 

## تیم ملی
وی همچنین در تیم ملی فوتبال ارمنستان بازی کرده‌است. آبازیان نخستین و تنها بازی ملی خود را که یک بازی دوستانه بود در تاریخ ۱۴ اکتبر ۱۹۹۲ در ایروان در مقابل مولداوی انجام داده‌است.